# Stregheria
Stregheria é um termo usado para a antiga Bruxaria italiana, como também para se referir a um movimento moderno neopagão surgido na Itália e nos Estados Unidos a fim de resgatá-la. A Stregheria é algumas vezes referida como La Vecchia Religione ("a Antiga Religião"). A palavra stregheria é uma palavra italiana arcaica para "bruxaria", sendo a palavra italiana moderna e comumente usada, stregoneria.
A Stregheria é um culto pagão italiano com origens no período pré-cristão. De acordo com Raven Grimassi, seria um ramo da religião etrusca, mais tarde misturado com outros cultos.

## Stregheria revelada
A Stregheria passou a ser conhecida graças ao folclorista Charles G. Leland, que no final do século XIX escreveu obras sobre o tema, entre as quais se incluem Aradia, Il Vangelo delle Streghe Italiane (1899) e Etruscan and Roman Remains in Popular Tradition (1892). Leland conseguiu este material na Florença, onde mantinha contato com mulheres que se intitulavam streghe (bruxas em italiano).
A maioria dos clãs de Stregoneria são politeístas, tendo um panteão cheio de deuses, semideuses e raças de espíritos, todos eles criados das deidades supremas que são Diana. Alguns praticantes, no entanto, mantém seu culto firmado em algumas deidades, criando com elas uma espécie de aliança, não necessariamente sendo Diana, embora, indubitavelmente ela seja a mais cultuada.
As bases dos mistérios da  Stregheria vieram principalmente de influências etruscas. É importante lembrar, porém, que os romanos e assim, os ítalos tiveram muito contato com outros povos, dado à posição comercial e geográfica que os privilegiou em muitos momentos da história. Desta forma, desde os celtas que viveram no norte da Itália aos cultos e tradições trazidos pelos gregos que se instalaram na Magna Grécia, na Sicília, influenciaram muito os modos, tradições e crenças das streghe, das fazedoras de magia, de curas.
Hoje, muitos praticantes de bruxaria italiana têm seus cultos e crenças enraizados também no cristianismo e na cultura judaico-cristã, pois com a conversão dos romanos, muitos deuses e seus templos e cultos ganharam esse caráter, embora não tenham perdido sua essência e importância entre os praticantes recém-convertidos. Estes são atualmente aqueles que fazem suas curas em nome de Santa Luzia, São Miguel ou São Pedro, mas com magias e rezas, além do uso de ervas, plantas e especiarias.
Animulare, tanara, janare, strie, strighe, borde, magare, majare, cogas, masche, basure são palavras sinônimas para "streghe" em diversos dialetos italianos. Foram erroneamentes tidas como "tradições de bruxaria", mas na verdade são apenas palavras de diversos dialetos.

## Clãs e tradições de Stregheria
A Stregheria contém em si várias ramificações que são chamadas de Clãs ou Tradições. Um Clã é formado por um conjunto de regras, liturgias, mitos e práticas em comum, onde os Stregoni e Strege estão ligados entre si pela linhagem.
Outros grupos ainda, não tem um nome específico porque se desenvolvem em regiões, como resultado das vilas daqueles locais, ou em famílias. Nem sempre as famílias abrem ou mesmo assumem suas práticas mágicas, religiosas ou espirituais, por isso são muito pouco conhecidas.